# Otto Hamann
Otto Hamann (* 4. September 1882 in Michaelnbach; † 13. Februar 1948 ebenda) war ein österreichischer Arzt, Schriftsteller und Volksbildner.

## Leben und Wirken
Hamann wurde 1910 Nachfolger seines Vaters als praktischer Arzt in Michaelnbach. Beim Einsatz im Ersten Weltkrieg in Süddalmatien lernte er die naturnahe Lebensweise der dortigen Bevölkerung kennen.
Ab 1920 befasste er sich in zahlreichen Abhandlungen und Vorträgen zu eugenischen Maßnahmen und rief zur Abkehr von Rationalismus und zu gegenseitiger Durchdringung und Befruchtung der Bereiche des Geistes im Sinne der Frühromantiker auf. Er publizierte zwischen 1920 und 1925 als regelmäßiger Mitarbeiter in der Zeitschrift Der Wächter. Seine fragmentarischen Ausführungen bauen einerseits auf Nietzsche, andererseits auf den Traditionen seiner Jugend im ländlichen Elternhaus und im Stiftsgymnasium Kremsmünster.
1918 übersiedelte er als Facharzt für Orthopädie nach Linz und gründete und leitete eine Reiher kultureller und volksbildender Vereinigungen:
- Eichendorffbund für Österreich (1919)
- Linzer Urania (1924)
- Oberösterreichischer Schriftstellerverband (1930)

Er war auch Mitglied der Innviertler Künstlergilde. 1937 zog er sich von jedem öffentlichen und literarischen Wirken zurück.
Seine Biologie deutscher Dichter und Denker (1923) erscheint als kühner, jedoch ungenügend vorbereiteter und durchgearbeiteter Versuch, die Zusammenhänge geistigen Schaffens mit dem körperlichen Substrat darzulegen.